# Tân Tiến, Chương Mỹ
Tân Tiến là một xã thuộc huyện Chương Mỹ, thành phố Hà Nội, Việt Nam.
Xã có diện tích 13,12 km², dân số năm 2022 là 11.707 người, mật độ dân số đạt 892 người/km².
Xã Tân Tiến có 6 thôn: Việt An, Đông Tiến, Gò Chè, Phương Hạnh, Tân Hội, Tiến Tiên.